# Nuculana verrilliana
Nuculana verrilliana är en musselart som först beskrevs av Dall 1886.  Nuculana verrilliana ingår i släktet Nuculana och familjen tandmusslor. Inga underarter finns listade i Catalogue of Life.